# 英印軍
英印軍（えいいんぐん、British Indian Army）、イギリス領インド軍（イギリスりょうインドぐん）は、イギリスによるインド統治時代（イギリス領インド帝国、1857年から1947年）のインド軍（Indian Army）を指す。なお、正式名称は単に「インド軍」である。イギリス領インド植民地政府は陸軍とは別に海軍（王立インド海軍）や空軍（王立インド空軍）を保有していたが日本語で単に英印軍というと単にイギリス領インド陸軍を指すことが多い。

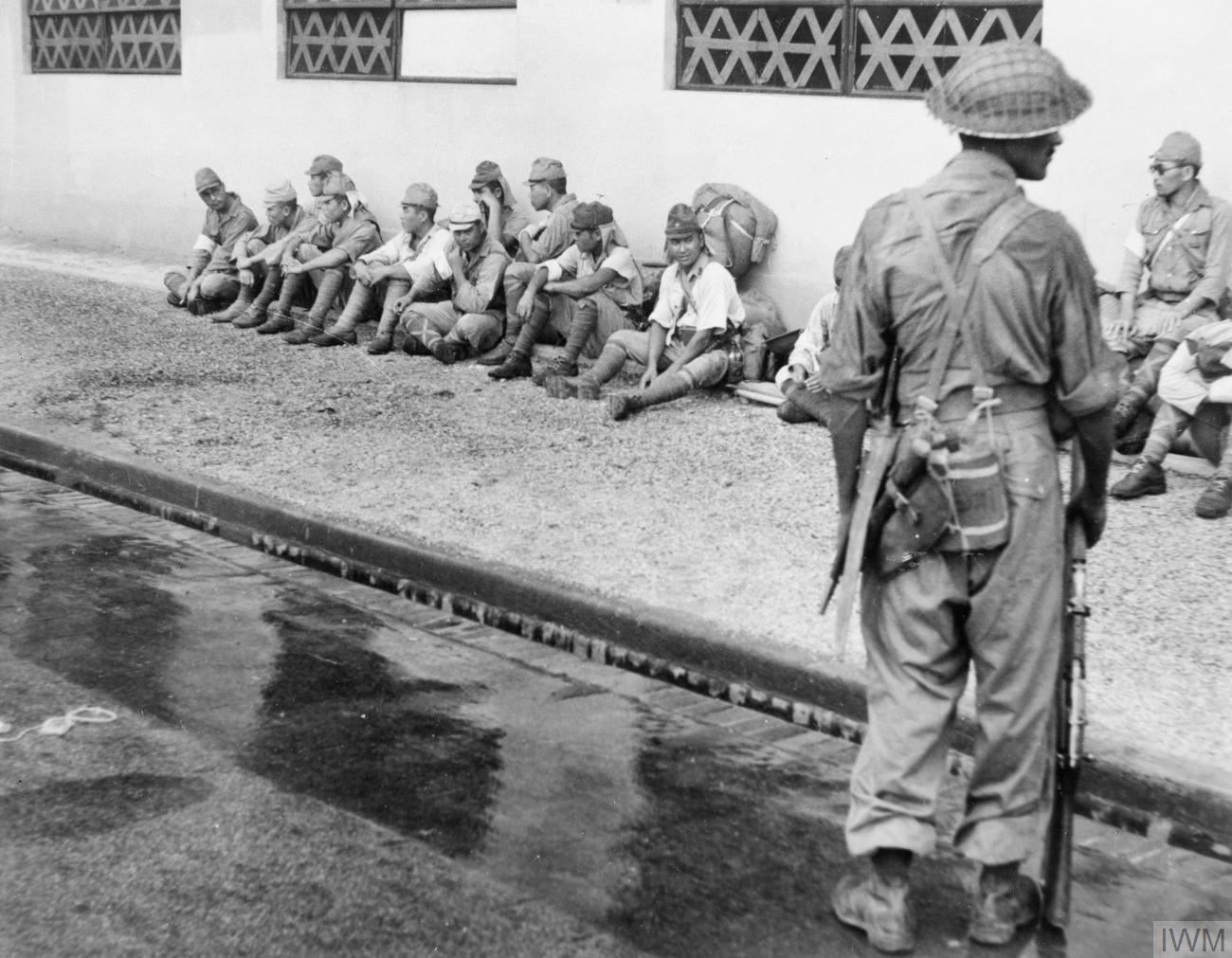
シンガポールで武装解除された日本兵を監視する英印陸軍第5師団兵士

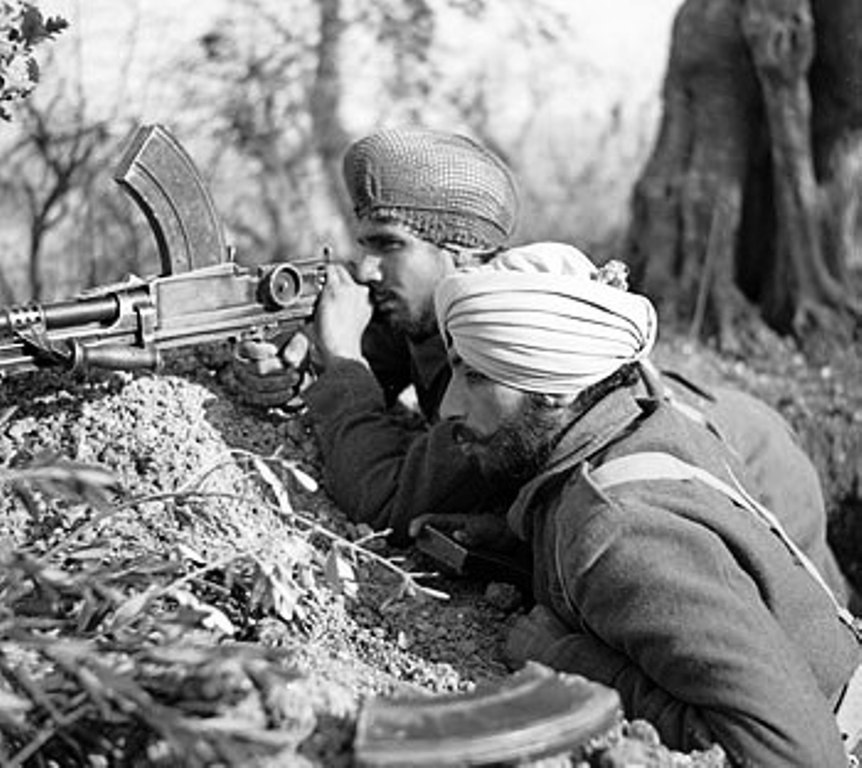
イタリア戦線でドイツ軍と交戦中の英印陸軍シーク教徒兵士

## 正式名称
インド陸軍 (Indian Army) という言葉の意味するところは時代によって異なる。
- 1857–1894
インド陸軍とはイギリス人兵士とインド人兵士（セポイ）によって構成される “インド政府軍” を意味した。
- 1895–1902
インド陸軍はベンガル軍、マドラス軍、ボンベイ軍などの属領の軍隊も含む概念となった。
- 1903–1947
キッチナーの改革によって
  - インド軍は “在外イギリス人将校とともに、インドで募兵され、恒久的にインドを拠点とする軍隊” となった[1]。
  - 在印イギリス陸軍 (British Army in India) はインドに駐留するイギリス軍部隊を意味する。恒久的にインドに駐留するのではなく、インドでの任務を終えた後には連合王国や大英帝国の他の領域に移駐する。
  - 在印陸軍 (Army of India) はインド陸軍と在印イギリス陸軍の両方で構成された。

## 歴史
英印軍は 1857年の第一次インド独立戦争の後にイギリスによって創設された。 これより以前にはイギリス東インド会社が自身で軍隊を保有しその収益から維持していた。
インドのイギリス統治の間、英印軍はインドのみならず他の地域でもイギリス本国にとって有用であることを（とくに第一次世界大戦および第二次世界大戦の間に）証明した。

### 第一次世界大戦
第一次世界大戦では英印軍は次の戦いに従事した。
- 西部戦線
- ガリポリの戦い
- メソポタミア戦線、カッタ包囲戦

### 第二次世界大戦
第二次世界大戦の間に、英印軍は250万人を超え志願兵のみからなる軍隊では歴史上最大の軍隊となった。それらには、空挺部隊も含まれている。1941年10月18日には、第151落下傘大隊がインド陸軍中に編成されている。その後第152(インド)落下傘大隊と第153(グルカ)落下傘大隊も編成された。
特筆すべき英印陸軍が参加した戦線を以下に記す。
- ビルマ戦役
- 北アフリカ戦線
  - エル・アラメインの戦い
- イタリア戦線
  - モンテ・カッシーノの戦い
- イギリス第8軍

また、インド解放を企図した日本はインド国民軍を編制した。

### 第二次世界大戦後
第二次世界大戦後の1946年から1947年にかけて、イギリス連邦占領軍として連合国軍の占領下の日本に駐留した。1947年のインド・パキスタン分離独立に伴い、イギリスは撤退し、英印陸軍はインド陸軍とパキスタン陸軍に分割された。しかし、その名残はイギリス陸軍にも残っている。現在、保有している4個のグルカ兵連隊がそれである。